# 丹堤咖啡
丹堤咖啡成立於1993年10月27日。

## 名稱由來
「丹堤」名字的由來，源自於以著作《神曲》一書，流傳於世的義大利名詩人—但丁（Dante）為名，希望賦予「丹堤」潛在詩人的內涵與深度，並表達對專業咖啡的執著與熱愛。

## 歷史
- 1993年10月，成立丹堤咖啡第一家門市，南京一店。
- 1995年7月，正式開放加盟。
- 1998年10月，全台連鎖門市突破50家。
- 2000年7月，成立二代店。
- 2001年9月，發行晶片儲值卡—丹堤 e卡。
- 2003年10月，正式邁入創業第十年，舉辦「丹堤送愛、心路加油」咖啡義賣活動。
- 2004年3月，與中華電信策略聯盟，在全台指定門市提供WLAN寬頻無線上網服務。
- 2004年7月，成立第100家門市，正式邁入百店規模式。
- 2004年10月，與全國加油站策略聯盟，共同建構全台首創的『晶片紅利跨業抵用』平台。
- 2005年6月，陸續與日盛、玉山、新光、兆豐、荷蘭、台北富邦、慶豐、元大、第一、渣打、匯豐銀行合作推出信用卡。
- 2006年5月，印尼雅加達店開幕，正式將連鎖版圖向南延伸至印尼地區。
- 2008年11月，菲律賓馬尼拉店開幕，正式將連鎖版圖延伸至菲律賓地區。
- 2008年12月，榮獲經濟部商業司頒發『2008年台灣商業服務業優良品牌獎』。
- 2011年11月，與悠遊卡股份有限公司合作，全台門市提供悠遊卡扣款服務。
- 2012年7月，斥資逾億元於桃園龜山建置全新烘焙工廠。
- 2012年8月，與遠傳電信合作，全台指定門市提供消費者免費的Wi-Fi無線上網服務。
- 2013年9月，推出業界首創的『行動送禮』服務，此一創新服務再度榮獲經濟部商業司評選為2013智慧辨識應用服務之示範企業。科威特阿布哈利店開幕，正式將連鎖版圖延伸至科威特地區。
- 2014年7月，沙烏地阿拉伯阿可賀巴店開幕，正式將連鎖版圖延伸至沙烏地阿拉伯地區。
- 2017年7月，丹堤咖啡導入多元行動支付，在全台門市皆可使用NFC感應式支付(Apple Pay、Samsung Pay、Android Pay、t-wallet..等)及QRcode掃碼支付(LINE PAY、歐付寶、街口支付、橘子支、微信、支付寶)進行消費付款。
- 2020年10月9日，由八方雲集取得69%股權，順利入主丹堤咖啡[4]。

## 分店
2020年12月為止，國內有68家分店，主要都在本島的西半部，東部只有台東與宜蘭各1家分店。海外有16家分店，都在中東及東南亞國家。
2023年3月為止，國內有20家分店，海外已無據點。

## 外部連結
- （中文）丹堤咖啡（页面存档备份，存于）
- 台灣公司資料 （页面存档备份，存于）
- 臺北市食材登錄平台 - 連鎖咖啡廳-公司簡介-丹堤咖啡 （页面存档备份，存于）
- Dante Coffee 丹堤行動e卡－輕鬆體驗咖啡食尚生活 APP(Android版) （页面存档备份，存于）
- DanteCoffee APP(ios版)  （页面存档备份，存于）
- 丹堤咖啡(Dante Coffee)的Facebook專頁
- 丹堤咖啡(Dante Coffee)的Instagram帳戶
- YouTube上的丹堤咖啡(Dante Coffee)頻道